# 平井卓志
平井 卓志（ひらい たくし、1931年〈昭和6年〉11月22日 - 2009年〈平成21年〉7月16日）は、日本の政治家、実業家。
労働大臣、参議院議員（5期）、四国新聞社社主、同取締役会長、西日本放送代表取締役社長兼最高経営責任者（CEO）などを歴任。旧姓は穴吹。

## 来歴
香川県高松市に生まれる。東京都立第四中学校（現東京都立戸山高等学校）に入学。香川県立高松高等学校へ転校し、1950年3月、同校を卒業。
1955年、学習院大学政経学部政治学科卒業。参議院議員平井太郎の秘書となる。間もなく太郎の長女温子と結婚し、女婿となる。1958年、太郎が社長を務めていた四国新聞社に入社。1966年、同社の常務取締役に就任。1970年、専務取締役に就任。

### 参議院議員
1973年12月4日、岳父の太郎が議員在職中に死去。四国新聞社代表取締役社長に就任。
1974年1月27日に行われた香川県選挙区の補欠選挙に太郎の後継者として、自由民主党の公認を受けて立候補し初当選。中曽根派（のち渡辺派）に所属。同年7月の参院選で再選。
1975年、四国新聞社社主・代表取締役会長に就任。1977年11月、通商産業政務次官に就任。
1978年、西日本放送代表取締役社長を兼任。1980年の参院選では、太郎の次女の平井佐代子が無所属で立候補。佐代子ら3候補を破り3選。
1986年7月　第14回参議院議員通常選挙（衆参同日選挙）で4選。選挙後発足した第3次中曽根内閣において労働大臣に就任。
1987年11月、社長職を長男の平井卓也に譲り、自身は会長に就任。1992年7月、第16回参議院議員通常選挙で5選。
1995年2月、自民党を離党し、新進党に入党。
1996年10月の第41回衆議院議員総選挙に平井卓也が立候補するため西日本放送代表取締役社長を退任したことから、再び西日本放送代表取締役社長に就任。卓也は香川1区から新進党公認で立候補し落選。
1997年12月、新進党解党。1998年1月、自由党結党に参加。同年7月の第18回参議院議員通常選挙に際し、香川県選挙区で自由党からの当選は困難と判断。立候補を見送り、政界引退。
2000年6月13日、第42回総選挙が公示され、平井卓也が香川1区から無所属で立候補した。公示日直前、自民党現職の藤本孝雄の陣営は「平井陣営に情報が洩れる」として、西日本放送と四国新聞社に対し、公示後の事務所内での取材を自粛するよう申し入れた。卓也の選挙対策本部では、元西日本放送役員の高岡哲夫県議が本部長、四国新聞社の前副社長岩田清祐が事務局長を務めており、藤井らの陣営から「ぐるみ選挙」と指摘された。6月13日、西日本放送労組は、社長の卓志に対し、「平井卓也氏は西日本放送役員を辞任する」「卓也氏の選挙業務に専任させている社員を勤務に戻す」「会社機構を利用した企業ぐるみ選挙と疑われる行為はしない」「藤本氏に取材拒否を撤回するよう申し入れる」の4項目を要求した。
2002年春の叙勲で勲一等旭日大綬章。
2009年7月16日　心不全のため高松市の病院で死去、77歳没。死没日をもって正三位に叙される。

## 親族
- 岳父：平井太郎（参議院議員）
- 妻：平井温子（平井太郎の長女、元西日本観光代表取締役社長）
- 長男：平井卓也（衆議院議員）
- 次男：平井龍司（四国新聞社代表取締役兼最高経営責任者（CEO）、西日本放送取締役）